# Route (navigation)
Pour les articles homonymes, voir Route (homonymie).
 (août 2019).
Si vous disposez d'ouvrages ou d'articles de référence ou si vous connaissez des sites web de qualité traitant du thème abordé ici, merci de compléter l'article en donnant les références utiles à sa vérifiabilité et en les liant à la section « Notes et références ».
En navigation, la route est l'angle entre la direction du nord géographique (route vraie Rv) ou du nord magnétique (route magnétique Rm) et la direction suivie par un mobile.
Cet angle est exprimé en degrés, de 000° à 360°, comptés dans le sens des aiguilles d'une montre (sens trigonométrique inverse).
Autrefois, cet angle était exprimé par rapport aux points cardinaux en quarts de la rose du compas (ou rose des vents). Ainsi, une route Est quart NE, est égale à 78,75° (90°-11,25°).

## Route vraie - route sur le fond - route surface
On distingue :

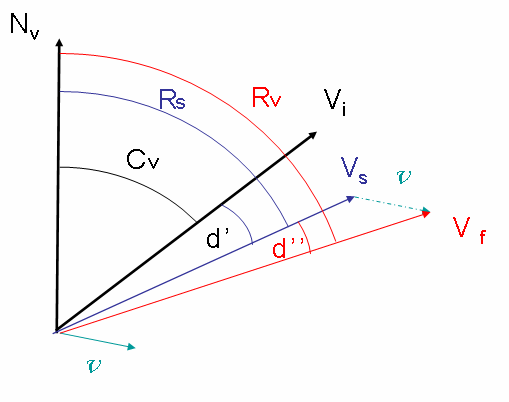
Rv = Cv + dérive due au vent + dérive due au courant v

- la route vraie (Rv) ou route sur le fond (Rf) s'il s'agit d'un navire : c'est la route réelle suivie par le mobile soumis à la dérive due au vent (navire ou aéronef) et au courant (navire) ;
- la route surface (Rs) pour un navire : c'est la route qu'il suit sur l'eau. La route surface peut différer de la route vraie sous l'influence du courant.

Le cap vrai (Cv) étant l'orientation du mobile par rapport au nord géographique (autrement dit la direction vers laquelle il semble se diriger), on a les relations suivantes :
- Rs = Cv + d’
- Rv = Rs + d’’
- Rv = Cv + d   ( d étant la dérive totale - comptée positivement dans le sens des aiguilles d'une montre, d = d’ + d’’ ; d’ étant la dérive due au vent et d’’ celle due au courant).

La route est égale au cap en absence de dérive.

## Route magnétique (domaine aéronautique)
C'est l'angle entre la direction suivie par un mobile, et la direction du nord magnétique (route magnétique Rm), lu dans le sens des aiguilles d'une montre. Elle dépend donc de la déclinaison magnétique terrestre Dm.
Rm = Rv - Dm

## Domaine maritime
Dans le domaine maritime, il n'est plus d'usage d'utiliser le terme Route Vraie (Rv), on utilise maintenant Route Fond (Rf).
De plus, le passage de la route surface (Rs) à la route fond (Rf) est effectué graphiquement dans les épreuves de carte aux examens officiels.
Si l'on raisonne mathématiquement, on arrive évidemment à la même chose.

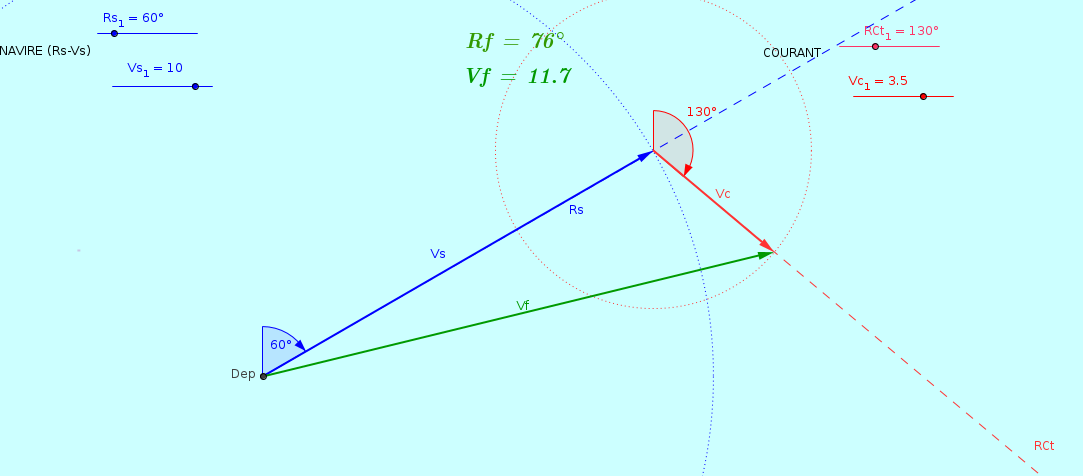
Construction vectorielle

- Rs = Cv + der (der, la dérive est un angle estimé par le navigateur, il est fonction de la direction relative et de la vitesse du vent par rapport au navire et également des caractéristiques du navire (Fardage), elle est comptée positivement si le navire reçoit le vent de bâbord (dérive tribord) et comptée négativement si le navire reçoit le vent de tribord (dérive bâbord)). On peut l'estimer en regardant l'angle qui existe entre l'axe du navire et son sillage.

- Le passage de la route surface (Rs) à la route fond (Rf) s'il y a du courant, se résout théoriquement par une construction graphique (addition de deux vecteurs), connaissant la route et la vitesse surface du navire (vitesse loch) ainsi que la direction et la vitesse estimées du courant sur un laps de temps donné (données extraites des documents nautiques pour la région et des annuaires des marées).

Dans la pratique, le navigateur n'effectue pas cette construction graphique, il englobe la dérive due au vent à celle due au courant et corrige son cap par approximations successives de manière à suivre le plus précisément possible la route sur le fond prévue.
Pour résoudre certains calculs particuliers (Routes et distances loxodromiques), on utilise la notion de route fond par quart. Dans ce cas la route est exprimée en degrés de 0° à 90° en partant du nord ou du sud puis en tournant de l'angle indiqué vers l'est ou vers l'ouest. Cette route notée {\displaystyle Rf_{q}} a un équivalent {\displaystyle Rf} compris entre 0° et 360°. Par exemple :
- si Rfq = N60°E alors Rf = 060° (= 000°+060°)
- si Rfq = N60°W alors Rf = 300° (= 360°-060°)
- si Rfq = S60°E alors Rf = 120° (= 180°-060°)
- si Rfq = S60°W alors Rf = 240° (= 180°+060°)

## La route sur la carte
La route (route vraie ou fond) est tracée sur la carte pour rallier un point à un autre. Le navigateur se situe par rapport à la route en faisant le point et corrige son cap pour se maintenir sur celle-ci.
Sur une carte Mercator (type de projection la plus couramment utilisée aux latitudes basses et moyennes), la ligne droite est dite route loxodromique, elle coupe tous les méridiens selon un angle constant et le mobile n'a donc pas à modifier sa route pour aller d'un point à un autre (sinon pour éviter des obstacles), mais ce n'est pas le chemin le plus court sur la sphère terrestre.
Sur la sphère terrestre, le trajet le plus court d'un point à un autre est la navigation par arc de grand cercle, dite route orthodromique. Sur une carte Mercator, cette route est une courbe (un grand cercle) ; son tracé s'effectue par tronçons loxodromiques successifs pour se rapprocher le plus possible de cette courbe et demande donc un calcul pour déterminer les corrections successives de route (appelée correction de Givry) à effectuer par rapport à la loxodromie.
Le gain en distance entre orthodromie et loxodromie n'est vraiment significatif que sur des longs parcours, (traversée océanique ou trajet aérien intercontinental) et aux hautes latitudes. Pour les navigations polaires, il existe des cartes orthodromiques (le tracé de l'orthodromie y est représenté par une droite).

### Navigation professionnelle
La réglementation SOLAS chapitre 5 règle 34,, oblige à la conception d'un plan de voyage (voyage planning en anglais) avant le départ. Le lieutenant de navigation est généralement désigné pour ce travail. Le plan doit être validé par le capitaine mais également signé de tous les officiers chargés du quart passerelle durant le voyage. Il mentionne les routes à suivre, les distances à parcourir, les cartes du voyage, les éventuels dangers potentiels, les éventuels contacts  VHF obligatoires , etc.. Ce plan n'est pas statique et doit si besoin être modifié dans le temps en fonction des situations existantes.
Le tracé est fait sur toutes les cartes (classées dans l'ordre chronologique d'utilisation à partir du départ) et est une succession de segments de route loxodromique entre des points nommés points tournants ou encore waypoints. Les coordonnées de ces points successifs sont entrées dans les instruments du type chartplotter.
| Latitude | Latitude | Latitude | Longitude | Longitude | Longitude | Point tournant         | Distance (milles) | Route à suivre | Reste à parcourir (milles) |
| 40°      | 24,4'    | N        | 17°       | 7,8'      | E         | Station Pilote Tarante | -                 | -              | 531,5'                     |
| 39°      | 0,0'     | N        | 17°       | 18,0'     | E         | Cap Colonna            | 84,8'             | 174,7°         | 446,8'                     |
| 35°      | 45,0'    | N        | 14°       | 42,0'     | E         | Malte                  | 231,1'            | 212,4°         | 215,7'                     |
| 32°      | 29,9'    | N        | 11°       | 17,6'     | E         | Zarzis                 | 215,7'            | 231,2°         | -                          |